# 100&メダル GINGAAAN!!
物理的メダルゲーム、『100&メダル GINGAAAN!!』（100&メダル ギンガーン!!）は、2014年11月から全国のゲームセンターで稼働している、セガ・インタラクティブ（2015年3月まではセガ）のメダルゲーム。通称「GINGAAAN!!」、「ギンガーン!!」、「銀河」。100&メダルシリーズ第3作。ボイスアクターは神谷明（公式プロモーションビデオより）

## 概要
前作のKAZAAAN!!・激KAZAAAN!!・HYOZAAAN!!から筐体が大幅にリニューアル・大型化され、最大BET枚数も99枚から200枚(アップデート後には999枚まで)に引き上げられた。UFOを模した役物が中央に配置された六角柱状の筺体で、6席配置されている。ボール発射機構が1席につき2か所あり、2人プレイが可能となっている。メダル以外にも100円硬貨を投入しプレイすることも可能。また、店舗による設定によってはメダルの投入ができない設定や、当選枚数をクレジットではなくメダルとして払い出すことも可能である。これを組み合わせて100円硬貨でしかプレイできない設定として運営も可能。
本作に搭載されている継続率90%の「プラネットラッシュ!!」は「『火山の一撃の破壊力』と『氷山の継続性』を併せ持つシリーズ集大成」（公式サイトより）である。また、激KAZAAAN!!・HYOZAAAN!!と連動したプログレッシブ形式の「ビッグバンジャックポット」を搭載している。

## 1stステージ
まず筐体のボタンでBETを決め、発射ボタンを押してボールを発射する。
前作のKAZAAAN!!・激KAZAAAN!!・HYOZAAAN!!における1段目のような全サテライト共通の回転する役物ではなく、各サテライトごとに存在する左右に往復移動するスリット状の役物に向かってボールを発射する。
スリットには5つの穴が開いており、中心の穴が「GO」、その両脇の2つの穴が「ダイヤチャンス」（後述）、スリットの両端の穴が「OUT」である。「GO」の穴のみ他の穴と比べて幅が広い。
「OUT」や「ダイヤチャンス」の穴に入るとBETしたメダルは没収となる。「GO」の穴に入れば2ndステージへ進める。
概要の項で述べた通り、1つのサテライトに同様の装置が2つある。そのため左右でボールを発射できる。

## 2ndステージ
各サテライトごとに存在する装置。一定周期で前後左右に傾くテーブルにボールが投下される。同時に最大2球での挑戦が可能。
テーブルには９つのポケットが開いており、その内訳は
GO：１つ
×1(HOLD)：2つ
×2(HOLD)：2つ
×?(×1~10)：2つ
ダイヤチャンス：2つ
中心にあるGOのポケットに入れば3rdステージへ進める。×1,×2の穴に入るとその分の配当を獲得し、次回3rdステージに進むまではそのボールがHOLD（未回収のまま残る）される。
計4か所のHOLDの穴をすべて埋めるとその時のBET数×2倍のボーナスを追加で獲得することができる。
×?の穴はデジタル抽選によりBET数の1~10倍の配当獲得となる。
GOの穴の周囲にはコの字型の回転体があり、入賞するにはタイミングよくボールが回転体を通過しなければならない。
2球での挑戦時に2球ともGOの穴に入ればEXボール（後述）を獲得できる。

## 3rdステージ
筐体中央下に存在する全サテライト共通の装置で、前作のHYOZAAAN!!における3段目と類似している。12個のポケットが開いたクルーンめがけてプレイヤーの任意のタイミングでボタンを押してボールを発射する。
発射されるボールは「2ndステージでGOに入賞した1球」+「2ndステージでHOLDされている0~4球」+「EXボール」で最大6球。
EXボールは持っていると自動的に使われる。複数持っていた場合、EXボールがなくなるか最大球数である6球に到達するまで自動的に使われる。使わない、あるいは個数を指定して使うことはできない。またEXボールを持っていない場合は100円を転送することで筐体手元の小さな抽選機による物理抽選を受けることができ、当たればEXボールを獲得できる。
クルーンにはプラネットラッシュ突入、×1、×2、×?(1~10倍)のポケットが存在し、プラネットラッシュ突入のポケットに入ればプラネットラッシュ挑戦の権利を得る。それ以外のポケットに入った場合はBET数に応じて配当を得るが、まれに「ギンガーンチャンス」が発生し、その場合はプラネットラッシュ突入以外のすべてのポケット（×?だけでなく、×1,×2の穴も含む）が10倍配当に変化する。
抽選後は挑戦球数だけ2ndステージに自動で球が投入（クレジットは消費しない）され、再抽選が行われる。再抽選では配当やダイヤチャンスを得ることはできないが、HOLDのポケットに入賞すればHOLDされる。GOのポケットに入った場合、その球は再抽選される。
なお、他のサテライトで抽選中に3rdステージ挑戦の権利を得た場合は抽選待ち中にEXボールを獲得できるミニゲーム（後述）を遊べる。

## プラネットラッシュ
惑星を模した巨大な球体状の抽選機構を用いて行う継続型のボーナスゲームで、本作最大の目玉といえる。
抽選機構内部には色の異なる10個の色球が入っており、抽選機下部に取り付けられたファンの回転により色球が抽選機中を飛び回る。抽選機中央の黒い装置にボールが捕らえられるとそのボールの色に応じて配当が加算されていく。ボールの種類、数および倍率は以下の通り。
イエロー：1倍（5球）
レッド：1～15倍（3球）
スペシャル：3～100倍（実質3～15倍又は100倍）（1球）
ブラック：3倍、プラネットラッシュ終了（1球）
スペシャルは白地に赤と黄色の帯が描かれた球で、ブラックは黒地に白い帯が描かれた球である。
ブラックボールが入賞するまで抽選は継続され、その継続率は90%。ただし100連チャンで強制終了となる。21連チャン以降は配当がさらに2倍となる。
90%という継続率は前作のHYOZAAAN!!のブリザードラッシュにおける継続率である83.3%よりも高く、加えてスペシャルボールの入賞により、前作のKAZAAAN!!・激KAZAAAN!!のスーパージャックポットである100倍（21連荘以降はその2倍の200倍）配当を何度でも獲得できる可能性があり、「『火山の一撃の破壊力』と『氷山の継続性』を併せ持つシリーズ集大成」に違わぬ大量獲得を期待できる。
なお、他のサテライトが抽選中にプラネットラッシュ挑戦の権利を得た場合は待ち時間中に3rdステージと同様のミニゲームを遊ぶことでEXボールを獲得できる。

## ダイヤチャンス
100円転送時のボーナスおよび1st,2ndステージにおいて10BET以上でダイヤチャンスの穴に入賞すると得られるボーナス。
抽選によりダイヤを0～8個獲得（100円転送時は1～3個）でき、8個集まると規定の枚数（店舗ごとに異なる）のメダルを獲得できる。

## ミニゲーム
3rdステージで使用するEXボールを得ることができるミニゲーム。3rdステージおよびプラネットラッシュ挑戦時に他のサテライトが抽選中だった場合に待ち時間の間プレイできる。
内容は1stステージのスリット上のパネルを光が移動するのでタイミングよくボタンを押し、光を止めることでパネルを点灯させ、左右合わせて10個のパネルをすべて点灯させることができればEXボールを獲得できるというもの。点灯しているパネルの数が増えるたびに光の移動速度は速くなるためタイミングよくボタンを押すことは難しくなる。失敗してもその部分のパネルが消灯するだけでゲームを継続することが可能。また待ち時間が終わらない限り挑戦可能回数に制限はなく、一度に複数のEXボールを獲得することも可能であるが、クリアするたびに光の移動速度が上がり難しくなる。

## ビックバンジャックポットチャンス
プレイ中に突然発生するランダムイベント。発生すると全サテライトで通常ゲームはしばらくプレイできなくなる。なお、3rdステージ抽選中およびプラネットラッシュ抽選中には発生しない。
その内容は、プラネットラッシュの抽選機構を用いてスペシャルボールが2回連続で入賞すればビックバンジャックポット（プログレッシブ値）を獲得できるというもの。獲得率は1%。それ以外のボールが入賞すると即終了となり配当は獲得できない。
発生時に挑戦回数がアナウンスされ、ランダムで挑戦できるサテライトが決定される。アナウンスによるとメダルを多くベットしているサテライトが選ばれやすいとのこと。またギンガーンのサテライトに加え、「銀河リンク」に対応済みの激KAZAAAN!!・HYOZAAAN!!（KAZAAAN!!は銀河リンク非対応）が同店舗内にあればそちらのサテライトが選ばれることもある。獲得に失敗した場合は挑戦回数が残っている限り別のサテライトに挑戦権が移動し、いずれかのサテライトが獲得に成功した場合は挑戦回数が残っていても終了となる。
プレイしているサテライトが多いほどビッグバンジャックポットの獲得枚数が加算されていく。

## ロケテスト
JAEPO（ジャパンアミューズメントエキスポ）
JAEPO2014にて本機が初お披露目された。現行機と相違点がいくつか存在した。主なものは以下の通り。
・ボイスが現在のものと異なっている。
・2ndステージではHOLDが斜めに一直線に並ぶと「ビンゴボーナス」としてBETの1倍の配当を得ることができた。現在における「HOLDボーナス」は当初「Wビンゴボーナス」という名称であったが、獲得の条件や配当は現在と変わらない。
・3rdステージでは現在における「×1」が「×2」、同様に「×2」が「×3」であった。
・プラネットラッシュでは、入賞したカラーボール→連チャン数→倍率の順で音声でお知らせする。「グリーンボール」が存在しており、現在におけるレッドボールと同様の配当であった。レッドボールとブラックボールの配当も現在と異なり、それぞれ「×2」、「×4」であった。また、5連チャンで配当が2倍扱いに、10連チャンで強制終了となる。
・ビッグバンジャックポットシステムが存在しない。
この次の年に開催されたJAEPO2015では、BET上限が999枚になった。ほとんど、現行機と同等になった。JAEPO2014のプラネットラッシュでグリーンボールの配当がレッドボールへと移行し、ブラックボールの配当も3倍になった。
 ロケテスト 
プラネットラッシュ抽選時、入賞したカラーボールを音声でお知らせする。入賞したカラーボール→連チャン数→倍率の流れで音声が流れる。

## 関連作品
- 100&メダル KAZAAAN!!
- 100&メダル 激KAZAAAN!!
- 100&メダル HYOZAAAN!!